# Rotterode
Rotterode is een plaats en voormalige gemeente in de Duitse deelstaat Thüringen, en maakt deel uit van de Landkreis Schmalkalden-Meiningen.
Rotterode telt  inwoners.

## Geschiedenis
De gemeente maakte deel uit van de Verwaltungsgemeinschaft Haselgrund tot deze op 1 januari 2019 opgeheven en Rotterode werd opgenomen in de Steinbach-Hallenberg.